# Тургояк (селище)
Тургояк (рос. Тургояк) — селище, підпорядковане місту Міас Челябінської області Російської Федерації.
Населення становить 2618 осіб (2010).

## Історія
Згідно із законом від 26 серпня 2004 року органом місцевого самоврядування є Міаський міський округ.

## Населення
| 1959 | 1970  | 1979  | 1989  | 2002  | 2010  |
| ---- | ----- | ----- | ----- | ----- | ----- |
| 7762 | ↘5290 | ↘4388 | ↘3486 | ↘2292 | ↗2618 |